# 歐幾里得整環
在抽象代數中，歐幾里得整環（Euclidean domain）是一種能作輾轉相除法的整環。凡歐幾里得整環必為主理想環。

## 定義
一個歐幾里得整环是一整環 {\displaystyle D} 及函數 {\displaystyle v:D\setminus \{0\}\to \mathbb {N} \cup \{0\}}，使之滿足下述性質：
- 若 {\displaystyle a,b\in D} 而 {\displaystyle b\neq 0}，則存在 {\displaystyle q,r\in D} 使得 {\displaystyle a=bq+r}，而且 {\displaystyle r=0}，或者 {\displaystyle v(r)<v(b)}。
- 若 {\displaystyle a} 整除 {\displaystyle b}，則 {\displaystyle v(a)\leq v(b)}。

函數 {\displaystyle v} 可設想成元素大小的量度，當 {\displaystyle D=\mathbb {Z} } 時可取 {\displaystyle v(x):=|x|}。

## 例子
歐幾理得整環的例子包括了：
- 整數環 {\displaystyle \mathbb {Z} }，{\displaystyle v(x)=|x|}。
- 高斯整數環 {\displaystyle \mathbb {Z} [{\sqrt {-1}}]}。
- 域上的多項式環（{\displaystyle v(f)=\deg f}）與冪級數環（{\displaystyle v(f)} 定義為使 {\displaystyle X^{n}|f(X)} 的最大非負整數 {\displaystyle n}）。
- 離散賦值環，{\displaystyle v(x)} 定義為使 {\displaystyle x\in {\mathfrak {m}}^{n}} 的最大非負整數 {\displaystyle n}，其中 {\displaystyle {\mathfrak {m}}} 表該離散賦值環的唯一極大理想。

利用輾轉相除法（定義中的第一條性質），可以證明歐幾里得環必為主理想环，此時理想由其中 {\displaystyle v}-值最小的元素生成。由此得到一個推論：歐幾里得整環必為唯一分解環。
並非所有主理想環都是歐幾里得整環，Motzkin 證明了 {\displaystyle \mathbb {Q} [{\sqrt {d}}]} 的整數環在 {\displaystyle d=-19,-43,-67,-163} 時並非歐幾里得整環，卻仍是主理想環。這方面的進一步結果詳見以下文獻。

## 文獻
- Motzkin. The Euclidean algorithm, Bull. Amer. Math. Soc. 55, (1949) pp. 1142--1146
- Weinberger. On Euclidean rings of algebraic integers in "Analytic number theory", Proc. Sympos. Pure Math., Vol. XXIV, St. Louis Univ., St. Louis, MO (1972) published by Amer. Math. Soc. (1973) pp. 321--332
- Harper and Murty, Canad. J. Math. Vol. 56 (1) (2004) pp. 71--76